# Гарбузова каша

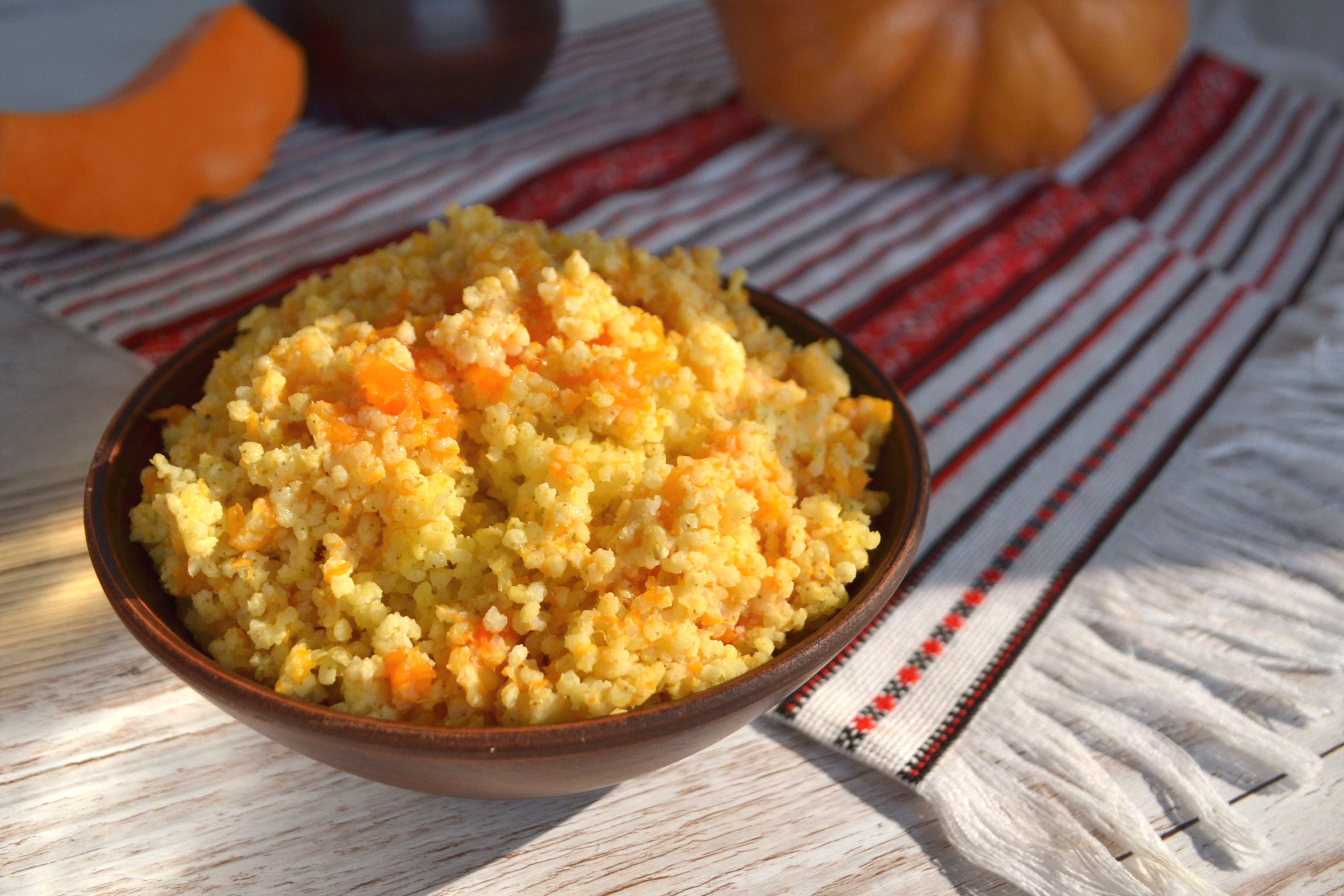
Гарбузова каша

Гарбузо́ва ка́ша, або гарбузя́на ка́ша — страва, виготовлена із гарбуза. Як і будь-яка інша каша, страва вариться. Переважно варять гарбузову кашу на воді чи на молоці і додають масло. Досить часто додають цукор. У неї, окрім посіченої м'якоті гарбуза, також додають крупу (рис, пшоно, манну крупу (манку) або кукурудзяну крупу (ту, з якої варять мамалигу).

## Опис страви
В Україні гарбузи вирощували у кожному без винятку селянському господарстві. Печений або варений гарбуз споживали майже цілорічно — завдяки можливості тривалого зберігання. Гарбузову кашу готували у такий спосіб: очищений від насіння та шкірки гарбуз різали на невеликі шматки, заливали коров'ячим, а в піст маковим чи конопляним молоком і варили до готовності. Приварене пшоно з'єднували з вареним гарбузом в однаковому співвідношенні, розмішували й запікали. Готували гарбузову кашу і запечену з яйцями — запіканку, бабку.
Запечена гарбузова каша була атрибутом недільного меню, а звичайну готували на повсякдень. У наші дні цю страву готують також із рисом або манною крупою.